# Charles Catterall
Charles Catterall (* 16. Oktober 1914 in Salisbury; † 1. November 1966 in Durban) war ein südafrikanischer Boxer. Er gewann bei den Olympischen Spielen 1936 in Berlin die Silbermedaille im Federgewicht.

## Werdegang
Charles Catterall, ein südafrikanischer Boxer, wurde 1914 in Salisbury, Südafrika, dem heutigen Harare, Simbabwe, geboren. Als Amateurboxer nahm er nur an zwei großen internationalen Meisterschaften, beide Male im Federgewicht, teil. Nach dem Medaillengewinn beim olympischen Boxturnier 1936 in Berlin wurde er Profiboxer. Als Profi boxte er ausschließlich in Südafrika oder in den unmittelbar benachbarten Staaten. Seit Anfang des Jahres 1940 lebte er in Nord-Rhodesien, dem heutigen Sambia. 1946 beendete er seine Laufbahn als Boxer. Charles (Charlie) Catterall verstarb schon 1966 im Alter von 52 Jahren.

### Erfolge als Amateurboxer
| Jahr | Platz  | Wettbewerb                     | Gewichtsklasse | Ergebnisse |
| 1934 | 1.     | British Empire Games in London | Feder          | nach Punktsiegen über Jim Treadaway, England, William Fulton, Rhodesien und J.D. Jones, Wales                                                                                        |
| 1936 | Silber | OS in Berlin                   | Feder          | nach Siegen über Hans Wiltschek, Österreich, Jan Nicolaas, Niederlande, Ted Kara, USA und Josef Miner, Deutschland und einer Niederlage im Finale gegen Oscar Casanovas, Argentinien |

### Karriere als Berufsboxer
Nach den Olympischen Spielen 1936 in Berlin wurde Charlie Catterall Berufsboxer. Seinen ersten Kampf bestritt er am 31. Oktober 1936 in Johannesburg, Südafrika. Dabei kam er im Federgewicht zu einem Punktsieg über seinen Landsmann Jan van Staden. Am 18. November 1939 wurde er in Johannesburg mit einem Punktsieg über Alec Hannan südafrikanischer Meister im Federgewicht. Das war der einzige Titelkampf, den er als Profiboxer bestritt. Am 15. Juni 1940 bestritt er in Luanshya, Nord-Rhodesien (heute Sambia) einen Kampf, in dem er Bob Bradley aus Südafrika besiegte. Nach diesem Kampf lebte er weiterhin in Nord-Rhodesien und legte seinen südafrikanischen Meistertitel nieder. Nach einer fast sechsjährigen Ringpause bestritt er am 9. März 1946 in Johannesburg seinen letzten Kampf, in dem er im Leichtgewicht gegen Alf James aus Südafrika unterlag.
Insgesamt betritt Charles Catterall als Berufsboxer 18 Kämpfe, von denen er 16 gewann. Einmal boxte er Unentschieden und eine Kampf verlor er.
Erläuterungen
- OS = Olympische Spiele
- Federgewicht, damals Gewichtsklasse bis 57 kg Körpergewicht